# Boris de Bulgaria
Boris de Sajonia-Coburgo-Gotha y de Ungría o Boris de Bulgaria, duque de Sajonia, príncipe de Tírnovo (Madrid; 12 de octubre de 1997) es el hijo mayor del fallecido Kardam de Bulgaria y nieto del rey Simeón de Bulgaria.

## Biografía
Es, tras la muerte de su padre el 7 de abril de 2015, el primero en la línea de sucesión al trono búlgaro.
Boris ha mantenido buena relación con la familia real española desde la muerte de su padre. Habla español, inglés, francés y algo de búlgaro. Es un artista devoto a la escultura, toca la guitarra y fue educado en el Lycée Français Molière en Villanueva de la Cañada en Madrid. Eligió completar su bachillerato en Austria.
El 3 de septiembre de 2022 su madre contrajo matrimonio con el príncipe Ghazi bin Muhammad de Jordania, primo del rey Abdalá II. Desde entonces ostenta el título de Su Alteza Real la princesa Maryam al-Gazhi de Jordania.

## Títulos
- 12 de octubre de 1997 – 7 de abril de 2015: Su Alteza Real el príncipe Boris de Bulgaria, duque de Sajonia[3]
- 7 de abril de 2015 – presente: Su Alteza Real el príncipe de Tarnovo[5]